# Příměří ve Villa Gusti
Příměří ve Villa Gusti (německy Waffenstillstand von Villa Giusti, italsky Armistizio di Villa Giusti) ukončilo boje mezi Dohodou zastupovanou Itálií a Rakousko-Uherskem v první světové válce. K podpisu došlo ve Villa Gusti nedaleko severoitalské Padovy 3. listopadu 1918, přičemž příměří vstupovalo v platnost následující den v 15:00. Na vyjednávání se podíleli rakousko-uherský generál Viktor Weber von Webenau a italští generálové Pietro Badoglio a Scipione Scipioni. Příměří bylo uzavřeno již v době, kdy rozpadající se Rakousko-Uhersko reálně neexistovalo.

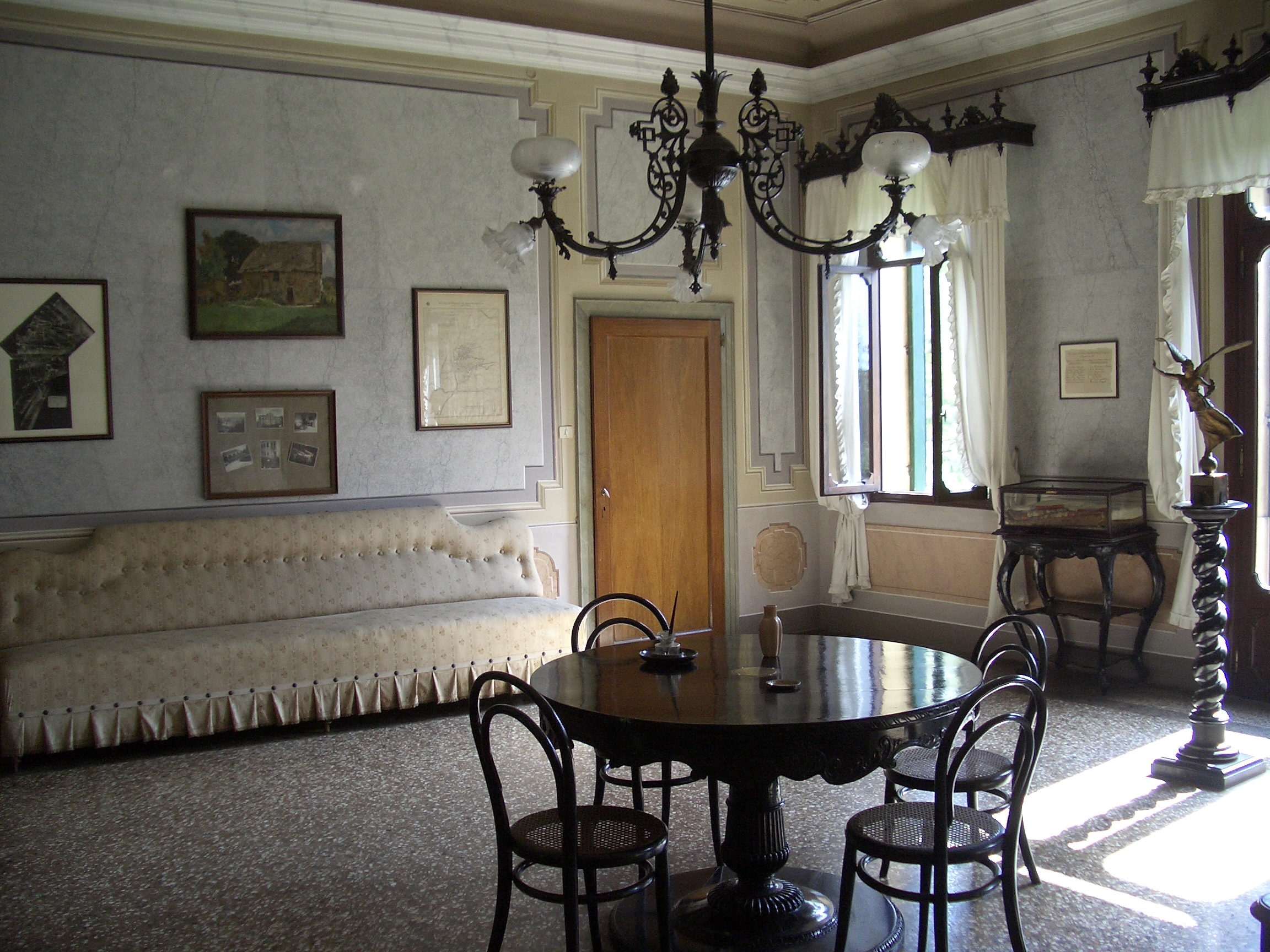
Místnost ve vile, kde došlo k podpisu příměří

Po prolomení italské fronty v bitvě u Vittorio Veneta a ústupu od řeky Piavy, doporučil polní maršál Svetozar Borojević von Bojna rakousko-uherskému vrchnímu velení, aby co nejrychleji přistoupilo k uzavření příměří. Během italské ofenzívy na Piavě však již v zázemí probíhal faktický rozpad monarchie urychlený vzedmutím nacionalismu. Ve Vídni bylo 21. října vyhlášeno Německé Rakousko, ke kterému se přihlásili němečtí obyvatelé Předlitavska. V Praze došlo po zveřejnění Andrássyho nóty 28. října k vyhlášení samostatného Československa, 29. října byl v Záhřebu vyhlášen samostatný Stát Slovinců, Chorvatů a Srbů a 30. října se Uhry oficiálně oddělily od rakouské části říše. Území rakouské Haliče si navíc nárokovali Poláci a Sedmihradsko Rumuni.
Poražená rakousko-uherská armáda mezitím ustupovala ze severní Itálie zpět k hranicím a velitelé začali s Italy vyjednávat o kapitulaci. Rakousko-uherskou delegaci vedl ve Ville Gusti, kde jednání probíhala, generál Viktor Weber von Webenau. Dohoda byla podepsána 3. listopadu s tím, že boje budou ukončeny 4. listopadu v 15:00. Vrchní rakousko-uherské velení v Badenu však poručilo všem svým jednotkám zastavit palbu již v noci z 2. na 3. listopadu. I kvůli tomu padlo během bitvy u Vittorio Veneta do italského zajetí více než 450 000 rakousko-uherských vojáků. Podmínky příměří Rakousko-Uhersku ukládaly vyklidit nejen dobytá italská území, ale také Jižní Tyrolsko, Dalmácii, Kraňsko, Istrii a oblasti okolo Gorizie, Tarvisia a Terstu. Rakousko-Uhersko se zavázalo ke kompletní demobilizaci své armády a k tomu, že umožní vojskům Dohody přesouvat se přes své území při chystaném postupu k jižním hranicím Německa.
Je několik teorií, proč byl na rakousko-uherské straně vydán rozkaz zastavit palbu ještě před uzavřením příměří. Především rakouská strana po válce zastávala stanovisko, že italské velení si výsledky vyjednávání vyložilo po svém a úmyslně zastavilo svůj postup až teprve poté, co Italové obsadili nárokované území. Další historici přikládají vinu rakousko-uherskému štábu, který měl nesprávně komunikovat postup s Viktorem Weberem. Samotný generál navíc údajně neovládal italštinu a tak k nepochopení mohlo dojít i během samotných jednání ve Ville Gusti. Existuje však i domněnka, že špatná koordinace byla způsobena úmyslně tyrolskou politickou a vojenskou správou, která se obávala přílivu stovek tisíc demobilizovaných mužů bývalé armády, kteří by po uzavření příměří zkomplikovali již tak špatnou zásobovací situaci v monarchii.